# Il modello di Pickman
Il modello di Pickman (Pickman's Model) è un racconto horror dello scrittore statunitense Howard Phillips Lovecraft. Scritto nel settembre 1926, fu pubblicato per la prima volta nell'ottobre 1927 sulla rivista Weird Tales.

## Trama
Un certo Thurber narra all'amico Eliot il pauroso episodio che l'ha definitivamente allontanato da Richard Upton Pickman, un artista specializzato nel dipingere soggetti fantastici di inspiegabile realismo. Pickman predilige soprattutto le rappresentazioni di spaventosi demoni divoratori di cadaveri ambientate nel cimitero di Copp's Hill e in altri luoghi di Boston. Una notte, dopo che il pittore l'ha invitato nel suo studio, Thurber intuisce l'esistenza di un'oscura minaccia nei sotterranei della vecchia casa di Pickman e il mattino dopo, tramite un oggetto rimastogli accidentalmente in tasca, scopre il segreto dei suoi terrificanti dipinti. Si trattava infatti di una fotografia di uno dei "modelli" di Pickman, dimostrando come tali mostri non fossero frutto della fantasia del pittore bensì creature reali.

## Adattamenti
Nel 1972 fu adattato come episodio della serie televisiva statunitense Mistero in galleria.
Nel 2022 nella serie Netflix Cabinet of Curiosities il quinto episodio, intitolato Il modello di Pickman, è basato su questo romanzo.